# Daehanminguk Haebyeongdae
Il Corpo dei Marine della Corea del Sud (대한민국 해병대?, 大韓民國 海兵隊?, Daehanminguk HaebyeongdaeLR) è il corpo dei Marine della Repubblica di Corea.
Anche se in teoria è sotto la direzione della Marina, il Corpo dei Marine opera come un corpo distinto delle forze armate coreane, a differenza della maggior parte degli altri "Marine", che in genere è parte integrante delle rispettive marine militari nazionali. È stato fondato come un gruppo di ricognizione appena prima della guerra di Corea. Il ROKMC è entrato in azione anche durante la guerra del Vietnam, con base a Danang, combattendo al fianco dei USMC o Navy SEAL.

## Mezzi Aerei
Sezione aggiornata annualmente in base al World Air Force di Flightglobal del corrente anno. Tale dossier non contempla UAV, aerei da trasporto VIP ed eventuali incidenti accorsi durante l'anno della sua pubblicazione. Modifiche giornaliere o mensili che potrebbero portare a discordanze nel tipo di modelli in servizio e nel loro numero rispetto a WAF, vengono apportate in base a siti specializzati, periodici mensili e bimestrali. Tali modifiche vengono apportate onde rendere quanto più aggiornata la tabella.
| Aeromobile       | Origine       | Tipo                 | Versione (denominazione locale) | In servizio (2024) | Note                                                      | Immagine |
| Elicotteri       |               |                      |                                 |                    |                                                           |          |
| KAI MUH-1 Surion | Corea del Sud | elicottero d'assalto | MUH-1                           | 29                 | 30 MUH-1 ordinati, con consegne completate a luglio 2023. |          |